# ヤマハ・Wシリーズ
Wシリーズ（ダブリュー・シリーズ）とはヤマハのシンセサイザーの型番・商品名。ほぼ同一の筐体を持ち、同時期に発売されたQS300という機種もある。

## W5 / W7
1994年11月発売。384ボイス＋12ドラムキットで、16パート32音ポリ。GMに対応したPCM音源を採用している。10万音記憶可能なシーケンサーを持つシンセサイザーとして発表された。
W5は76keyでFS鍵盤、W7は61keyでLC鍵盤を採用しており、W5のキータッチはW7より重くなっている。また内蔵のメインボード『XP066』上のIC17とIC19バンクROMが、直付けのものとソケット型ROMのものが存在する。鍵盤以外の音源部・内蔵シーケンサー部はW5とW7では同一スペックとなっている。
さらにVersion 1仕様の特徴として、電源投入時のメッセージは『Copyright YAMAHA CORPORATION 1994. All rights reserved.』と表示され、後述のVersion 2と違いがある。
発売当時のイベントではカシオペアの向谷実がW5 2台を演奏し、向谷実がイメージキャラクターという位置づけとなっていた。
浅倉大介も当時、accessのライブで使用。Janne Da Arcのkiyoはヤマハ・MOTIFシリーズを大々的に導入するまでライブでも使用、同メンバーのyasuもお気に入りのモデルと公言していた。
またW7に関しては、小室哲哉が華原朋美のデビューシングル『keep yourself alive』のPVにおいて3台並べて演奏している（しかしこれ以降、小室はMOTIF QUIT30 Editionの発売まで、ヤマハのシンセをフロントに使わなくなっていった。）。
以前のSYシリーズやDXシリーズが音作りを中心とするシンセサイザーに対し、Wシリーズは演奏データ（MIDIデータ）作成を中心としたシンセサイザーとして設計されている。そのため、SYシリーズではなく、別の型番を立ち上げたものと思われる。記憶音数の10万音という数値は当時のシーケンサー専用機QY300の5万8千音を遙かに超えるスペックである。作成したMIDIデータごとにエディットした音色を記録できるソングバンクという機能があり、ユーザバンクに入りきらない音色を記憶可能としている。
この機種はSY99,77やEXシリーズと違い、ボイスのレイヤー発音（ヤマハでいうパフォーマンスモード）がない。4パートまで演奏するパートを選択できるので、それを利用すれば擬似的にパフォーマンスモードとして使用できる。
QS300やEOSシリーズのようなシングルモードがなく、常時シーケンストラックを演奏させるためのソングモード（マルチモード）で構成されている。ボイスモードもあるが、ボイスエディットを行うためのモードで、裏でマルチモードで動作している。MIDIデータ作成が中心のため、電源を投入するとソングモードが起動されてくる。
しかし、音色作成についても、8MBのWAVE ROMを装備し、ハイパスフィルター、ローパスフィルター、バンドパスフィルター、バンドエリミネートフィルターを搭載し、リバーブ、コーラス、ディレイのシステム3系統とインサーション3系統の合計6系統のエフェクトを搭載している。後述の別売り音源ボードの装着で、音色・波形の追加を可能にしていた。
QS300と操作性は似ている部分があるが、各パラメータへのアサイナブルボタンとコントロールスライダー1基が装備されていることで、QS300より自由度のあるシンセサイズが可能となっている。（QS300はジョグダイアルホイールをくるくる回す程度）
シーケンサーに重きを置いた機種のためか、W7 / W5のモジュール版は発売されず、代わりに同時期はMU80、MU5が発売されていた。
向谷実は、「値段が安くなって、使い勝手がいいという到達点にきていることは確か」、「コンシューマー向けオールインワン・シンセの目標ができた」、「家中使っていない内蔵シーケンサーだらけだから、オールインワン・シンセではないものがほしい。」、「オペレーティングが独創的。ジョグダイヤルやテンキーが使いやすい。簡単にディスプレイを見ながらボリュームを調整できる」、「デジタルっぽい音ではなく、ファットな音や低音を重視した音もあり、中域に固まりがちなエレピの音も高音まで出ている。エフェクトがボイス単独にアサインできるのが使いやすい」、「Wシリーズはプロ向けのシンセではないだろうが、イベントでテキトーに弾けばいいという機材ではない。目いっぱいシーケンスデータを入力しても、音切れをしなかった。マネージャーから、これからW5 2台でやればいいのではないかと言われた。用途に応じてプロもどんどん使っていけるシンセ」と評している。

## W5 / W7 Version 2
1995年発売。ボイスが2バンク増加し、640ボイス＋14ドラムキットとなり、プリセット音も更新された。
シーケンサーも再生中に設定ポイントにジャンプするキュープレイや、ループしながらリアルタイム入力可能なマルチトラックループレコーディング、ソロ／ミュートといったトラック情報の記録機能や、モタる、つっこむといったことが可能なプレイエフェクトといった機能が追加され、クリックスプリット／クイックレイヤー機能、スプリットポイントがプレイ中に変更可能なダイナミックスプリットといったマスターキーボード機能も強化されている。
またハード面のVersion 1との違いとして、下記の違いがある。
①電源投入時のメッセージは『Copyright YAMAHA CORPORATION 1994-1995. All rights reserved.』と表示され、Version 1と差異がある。
②メインボード上のIC29とIC30バンクのROMが、下記のように変更されている。
　W5 ／ IC29：XP772EQ → XQ454B0， IC30：XP773EQ → XQ455B0
　W7 ／ IC29：XQ452B0， IC30：XQ453B0
③ボディの正面ロゴプリント部の真下と背面ロゴプリント部の右下に、金文字の『Version 2』シールが貼り付けられている
ヤマハ特約楽器店に持ち込むことで、既存のW5 / W7からVersion 2にアップグレード可能であった。

## 拡張ボード
WEMB-01 CONCERT GRAND
P-500の波形・音色を移植。32ウェーブ、16音色。
WEMB-02 VINTAGE SOUND
アナログシンセサイザーの音をサンプリングした音源ボード。76音色。
WEMB-03 RHYTHM SECTION
ドラム、パーカッション専用ボード。
WEMB-04 DANCE MASSIVE
ダンス系の波形・音色を収録。シーケンスパターンを収録したデモディスク付属。

## デモソング
Version 1
1. Isn'tItHip
2. Metal Bomb
3. Gavotte
4. Halftime
5. RAM-Jam

Version 2
1. Dancyndrom
2. Whale Song
3. Push Track

WEMB-04 DANCE MASSIVE収録デモソング
1. Massive

## y-MAP YAMAHA MUSIC SYNTHESIZER W7 / W5 SONG DATA DISK SET
DISK1 W-WORLD
ミュージックシーンをリードする世界各国から、最新のサウンドをWシリーズで再現するオリジナル曲集
1. SEAGULLS / 制作 UK / 流行のヨーロピアンPOP、ドラムはGM スタンダードキット使用。エフェクト効果も聞きどころ。
2. Who We ROCK! / 制作 USA / プリセットボイスとGMボイスだけで制作したアメリカンロック。ギターソロのピッキングハーモニクスが聞きどころ。
3. HORIZON / 制作 JAPAN / リアルタイムレコーディングのノリを生かしたJAZZ。
4. Synter net / 制作 USA / 16パートフルに使って、様々なジャンルの曲をメドレーで紹介。
5. TREPAK / 制作 JAPAN / GMボイス中心で制作したサウンドトラック的なオーケストラ。
6. Whale Song / 制作 JAPAN / ハードなギターソロが圧巻。6系統のエフェクターをフルに活用。
7. Afternoon / 制作 UK / GMボイスのみ使用。今ロンドンで流行のPOPサウンド。
8. JOURNEY / 制作 GERMANY / GMボイスのみ使用。ミドルテンポのPOPサウンド。

DISK2 W-EUROPE
ヨーロッパからスーパープレイヤーの演奏をWシリーズで再現する曲集
1. Inside / アーティスト Stiltskin / 流行りのグランジ。ヨーロッパでジーンズのCMに使用されている曲。
2. Guardian Angel / アーティスト Al Di Meola, John McLarughlin & Paco De Lucia / アルバム“Friday Night In San Francisco”収録。生ギターの大バトル。
3. Night On A Bare Mountain / アーティスト Mussorgsky / フルオーケストラのシミュレーション。ステレオの分離がクリアー。
4. ...And Stones / アーティスト Gerard Langley / Euro/Raveタイプのクラシック。
5. Crockett's Theme' / アーティスト Jan Hammer / 映画のサウンドトラック。

DISK3 W-MUKAIYA
日本を代表するハイパー・キーボーディスト、カシオペアの向谷実のオリジナル曲を収録
1. Time Slip / アーティスト 向谷実 / ヤマハデジタルワールド'94で演奏した曲の中から、Wシリーズの音色を最大限に生かした「Time Slip」をセレクト。曲の進行に合わせて様々な音色が変わり続けるアレンジは、マルチティンバー音源としてのWシリーズの持つパワーを十分に発揮している。データ入力を駆使し、限りなくリアルタイム演奏に近づいている。特にドラムパターンは聞き所。プログレ調サウンドは普段カシオペアでは味わえない雰囲気に仕上がっている。

## 注記
QS300と同時期に発売され、シーケンサーに重きを置かれた製品である事や、筐体・デザインがほぼ同じために一緒にされることが多いが、WシリーズとQS300について、音源部は当然ながら、設計の段階からシーケンスOSプログラムそのものが全く異なる物であるという事を記載しておく。(QS300＝QY300プログラムコンパチブル)
またVersion 2で追加されたリアルタイム機能は、QY300のプログラムをベースに作られた後のハードウェアシーケンサーRM1xに引き継がれることになった。